# Leskea fendleri
Leskea fendleri là một loài Rêu trong họ Leskeaceae. Loài này được Sull. mô tả khoa học đầu tiên năm 1849.